# Rho Aquilae
Rho Aquilae (ρ Aql / 67 Aquilae / HD 192425 / HR 7724) es una estrella de magnitud aparente +4,95. A pesar de su denominación está situada en la constelación de Delphinus, el delfín; se movió desde el límite de Aquila a Delphinus en 1992. Actualmente es la séptima estrella más brillante en esta última constelación. Recibe el nombre, poco utilizado, de Tso Ke, del mandarín 左旗 zuǒqí, que significa «la bandera izquierda».
Situada a 153 años luz de distancia del sistema solar, Rho Aquilae es una estrella blanca de la secuencia principal, esto es, la energía emitida es producida por la fusión nuclear de hidrógeno en helio. De tipo espectral A2V, tiene una temperatura superificial de 8870 K.
Es una estrella de características similares a Alfecca Meridiana (α Coronae Australis) y, en menor medida, a Sirio (α Canis Majoris). Su diámetro es 1,95 veces mayor que el del Sol y su luminosidad equivale a 21 veces la luminosidad solar. Su velocidad de rotación es de al menos 165 km/s, lo que conlleva un período de rotación inferior a 14 horas.
La teoría de estructura estelar adjudica una masa de 2,1 masas solares para Rho Aquilae y muestra que es una estrella muy joven con una edad comprendida entre 50 y 165 millones de años, lo que supone una parte muy pequeña del tiempo que empleará fusionando hidrógeno —unos 1000 millones de años—.
Como otras estrellas semejantes —véase Denébola (β Leonis)—, parece estar rodeada por un disco circunestelar de polvo.